# Euphorie (Fernsehserie)
Euphorie ist eine deutsche Jugendserie aus dem Jahr 2025, die von der Produktionsfirma Zeitsprung Pictures für den Streamingdienst RTL+ entwickelt wurde. Es handelt sich um ein Remake der israelischen Serie Euphoria, die unter demselben Titel bereits vom US-amerikanischen Fernsehsender HBO adaptiert wurde. Regie der deutschen Neuadaption führten Antonia Leyla Schmidt und André Szardenings.

## Handlung
Die 16-jährige Mila hat nach einem vermeintlichen Suizidversuch drei Monate in eine Jugendpsychiatrie verbracht: Nachdem ihr Mitschüler Basti ein Sexvideo von ihr veröffentlichte, rannte sie in den Straßenverkehr. Nach der Entlassung aus der Psychiatrie beginnt sie eine Dreiecksbeziehung mit dem Schauspieler Jannis und mit Ali, die sie in der Klinik kennengelernt hat.

## Figuren

### Hauptdarsteller
| Figur            | Darsteller           |
| ---------------- | -------------------- |
| Mila             | Derya Akyol          |
| Ali              | Sira-Anna Faal       |
| Jannis           | Eren M. Güvercin     |
| Chiara Colucceli | Vanessa Velemir Diaz |
| Sophia von Greve | Luna Jordan          |
| Leyla Kocaoglu   | Dilara Aylin Ziem    |
| Basti            | Kosmas Schmidt       |
| Lilly            | Reneé Gerschke       |

### Weitere Darsteller
| Figur               | Darsteller                |
| ------------------- | ------------------------- |
| Yasemin Göcmen      | Halima Ilter              |
| Dirke Göcmen        | Roland Bonjour            |
| Frau Chohan         | Karin Hanczewski          |
| Ilka von Greve      | Svenja Wasser             |
| Ralf von Greve      | Kai Schumann              |
| Samuel              | Veit Schieder             |
| Victoria Engelhardt | Talisa Lara Schmid        |
| J.J.                | Nico Thabo Geister        |
| Simone Dewes        | Isabel Thierauch          |
| Thomas Dewes        | Denis Schmidt             |
| Schwester Sabine    | Nina Vorbrodt             |
| Can                 | Amadin Piatello           |
| Nuri                | Taha Kocaaslan            |
| Irene               | Jasmina Kuhnke            |
| Manu                | Jarno Mindner             |
| Gerd                | André Eisermann           |
| Momo                | Soufiane El Mesaudi       |
| Mila (jung)         | Julia Kovacs              |
| Chiara (jung)       | Kassandra G.              |
| Tiny                | Caspar Hoffmann           |
| Colleen             | Isabelle von Stauffenberg |
| Nalan               | Seray Kocagenis           |
| Tonio               | Giuseppe Bonvissuto       |
| Elisabeth           | Laila Khaddour            |
| Giulia Coluccelli   | Rosetta Pedone            |
| Massimo Coluccelli  | Tom Montaperto            |
| Alis Therapeutin    | Beatrice Boca             |
| Schwester Erik      | Meta Luis                 |
| Yasemin G.          | Kader Ceylan              |

Weitere Darsteller, bei denen die Rollennamen und -beschreibungen noch nicht bekannt sind:
- Ken Duken
- Aaron Altaras
- Moritz Führmann
- Aurel Mertz
- Slavko Popadic
- Isabell Gerschke
- Hannes Wegener
- Pablo Vuletic
- Akeem van Flodrop

## Produktion

### Entstehung
Die Serie basiert auf der israelischen Miniserie Euphoria des Schriftstellers und Drehbuchautoren Ron Leshem, die ursprünglich 2012 auf dem israelischen Fernsehsender Hot 3 ausgestrahlt wurde. 2019 wurde die Serie unter demselben Titel von Sam Levinson für den amerikanischen Fernsehnder HBO adaptiert. Die amerikanische Adaption wurde zu einem weltweiten Erfolg und verhalf seinen Darstellern, darunter Zendaya, Sydney Sweeney und Hunter Schafer, zu internationaler Berühmtheit.
2022 kündigte das deutsche Produktionsunternehmen Zeitsprung Pictures eine neue Adaption. Dabei wurden Jonas Lindt und Paulina Lorenz als Autoren bekanntgegeben.
Im Februar 2024 wurde bekannt, dass der Streamingdienst RTL+ sich die Rechte für die Serie gesichert hat.
Die Film- und Medienstiftung NRW hat die Produktion der Serie mit 1,5 Millionen Euro gefördert.

### Dreharbeiten
Die Dreharbeiten dauerten vom 2. Juli bis zum 9. Dezember 2024 und fanden in Nordrhein-Westfalen in Köln und Umgebung statt, unter anderem im Brauhaus Schreckenskammer in Köln, Mühlenfelder Straße in Duisburg-Laar und Gelsenkirchen-Bismarck. Schauplatz der Serie ist Gelsenkirchen.
André Szardenings führte bei den Folgen 1, 2, 4 und 7 Regie und Antonia Leyla Schmidt bei den Folgen 3, 5, 6 und 8.

## Veröffentlichung
Die Premiere der Serie fand auf dem Filmfest München im Juli 2025 statt und soll im Herbst 2025 auf RTL+ veröffentlicht werden.
Am 18. Juni 2025 wurde der erste Teaser zur Serie veröffentlicht.